# Turakové
Turakové (Musophagiformes) jsou řád ptáků endemických subsaharské Africe. Řád je zastoupen jedinou čeledí turakovití (Musophagidae) s 23 druhy.
Turakové jsou středně velcí ptáci, obvykle nápadně zeleně a červeně zbarvení, díky specifickým a mezi ptáky unikátním pigmentům. Mají krátká zakulacená křídla a prodloužená ocasní pera, většina druhů má na hlavě chocholku. Žijí v Africe jižně od Sahary v tropických lesích, na savanách a stepích. Někteří mají melodický hlas (jiní drsný) a často se ozývají. Hnízda si stavějí na stromech, snášejí jedno až čtyři vejce, zpravidla dvě, na nichž sedí asi tři týdny. Mláďata mají husté černé prachové peří. Živí se zejména plody (ovoce, bobule), květy, pupeny a listy, v hnízdní době také hmyzem.

## Barviva

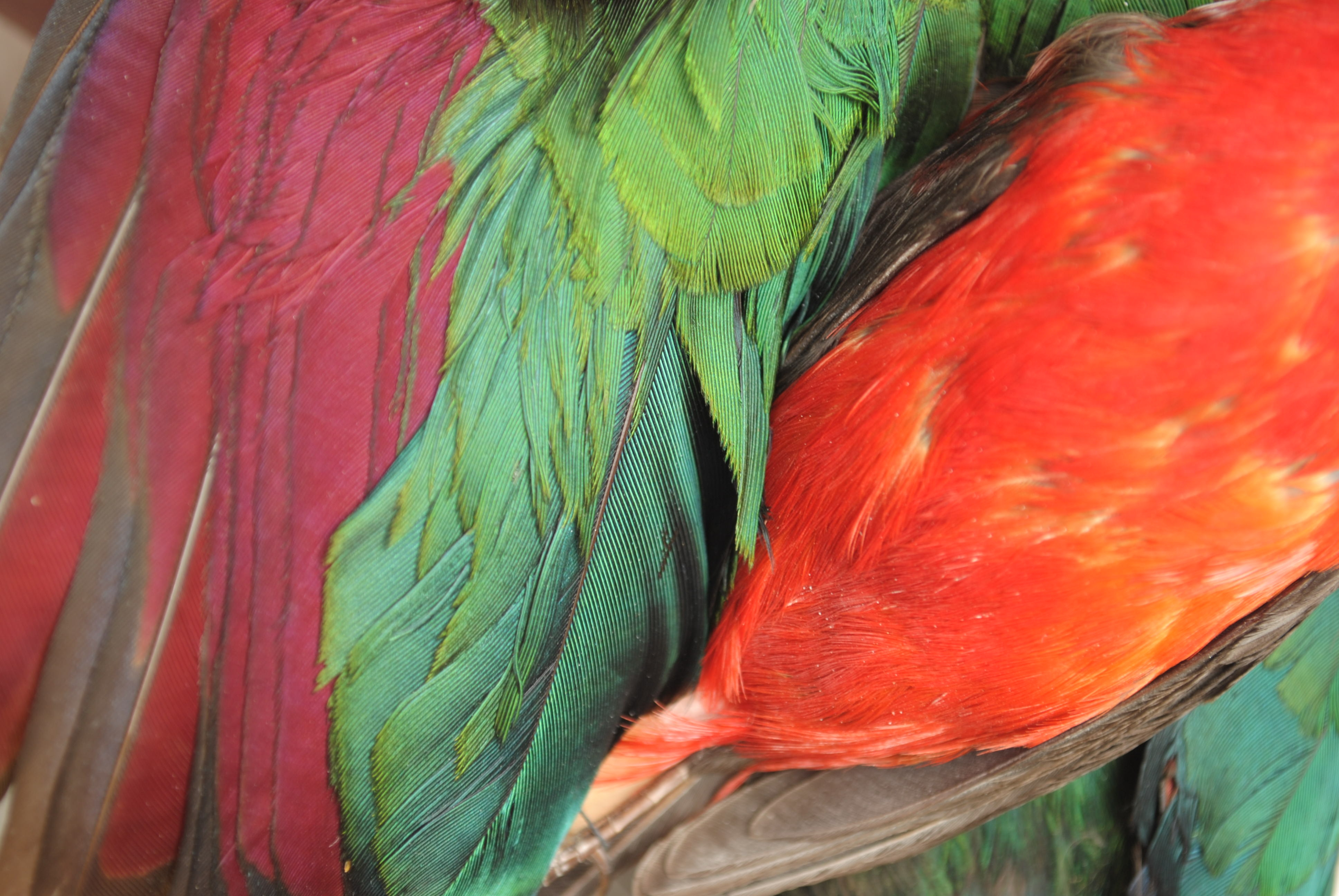
Opeření turaka – vlevo pera zbarvená červeným turacinem, uprostřed zeleným turakoverdinem; peří vpravo zbarveno karotenoidy

V opeření turaků se nacházejí dvě unikátní barviva – červený turacin (na letkách) a zelený turakoverdin. Obě barviva jsou organickými sloučeninami obsahujícími ve své molekule atomy mědi. Turakoverdin je jedno z mála zelených barviv známých u ptáků; zelené zbarvení většiny ostatních druhů je výsledkem fyzikálních procesů a není způsobeno barvivem.

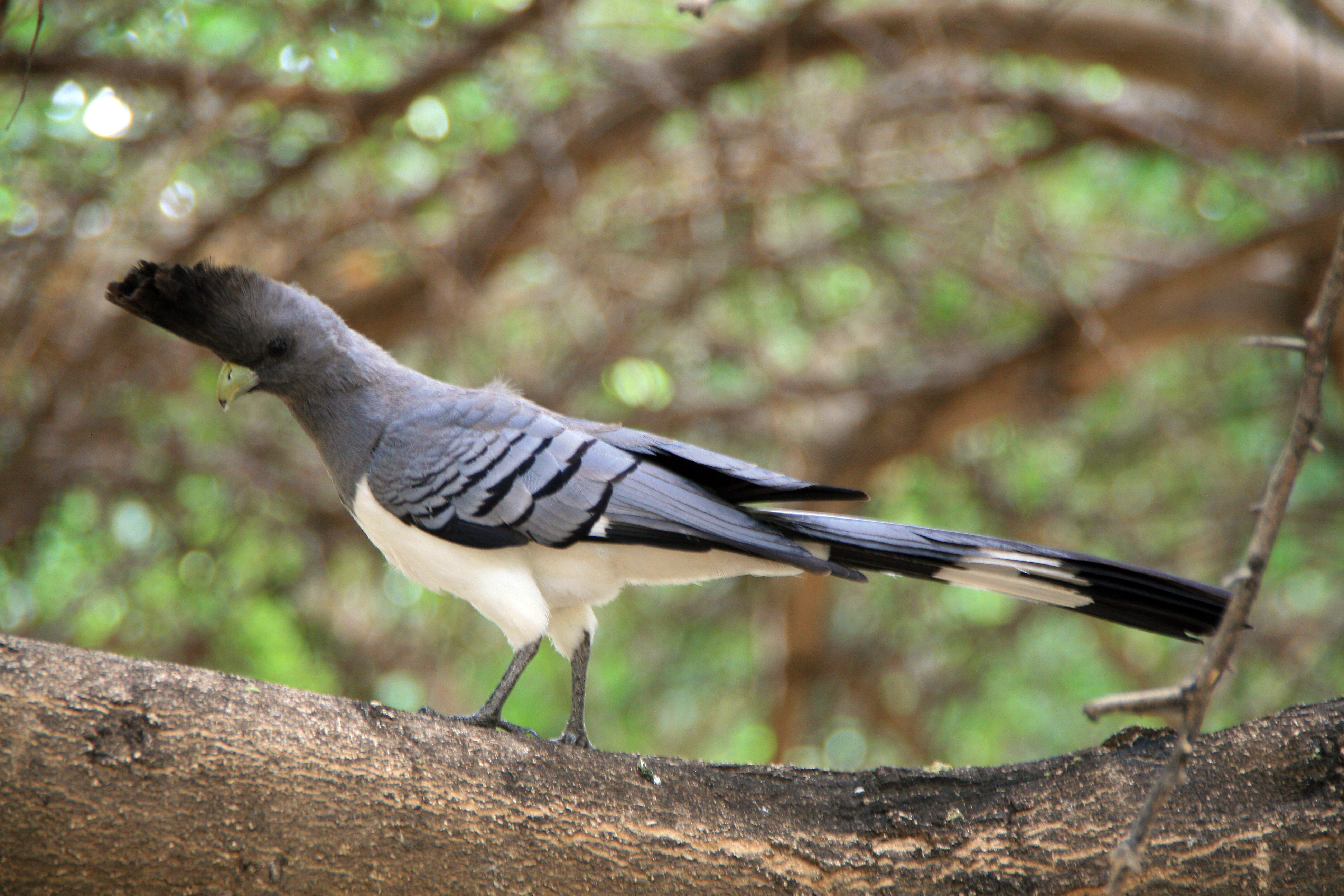
sparák bělobřichý (Corythaixoides leucogaster), bazální druh celého řádu

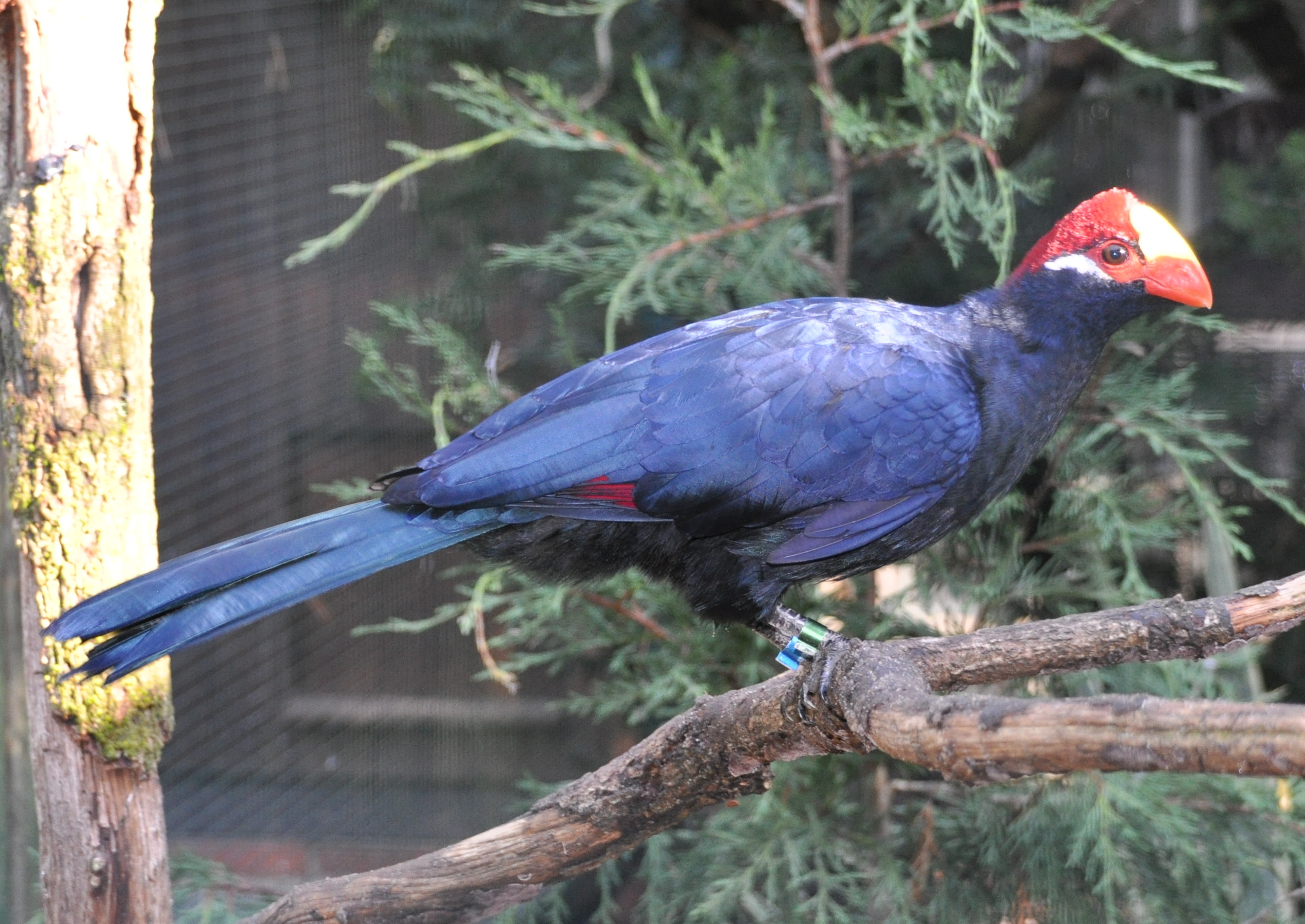
banánovec obecný (Musophaga violacea)

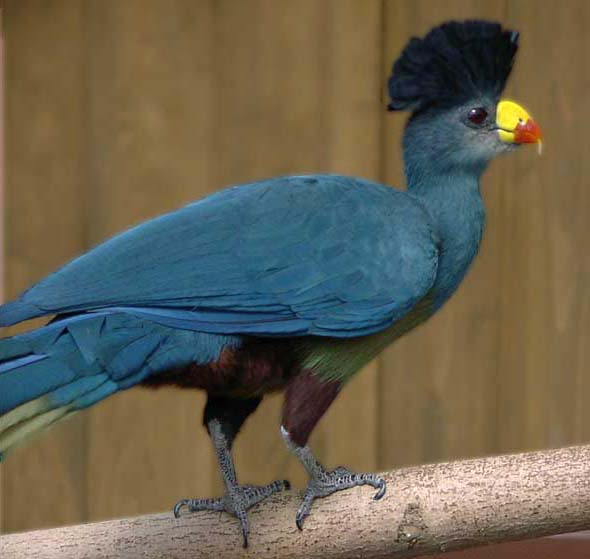
turako velký (Corythaeola cristata)

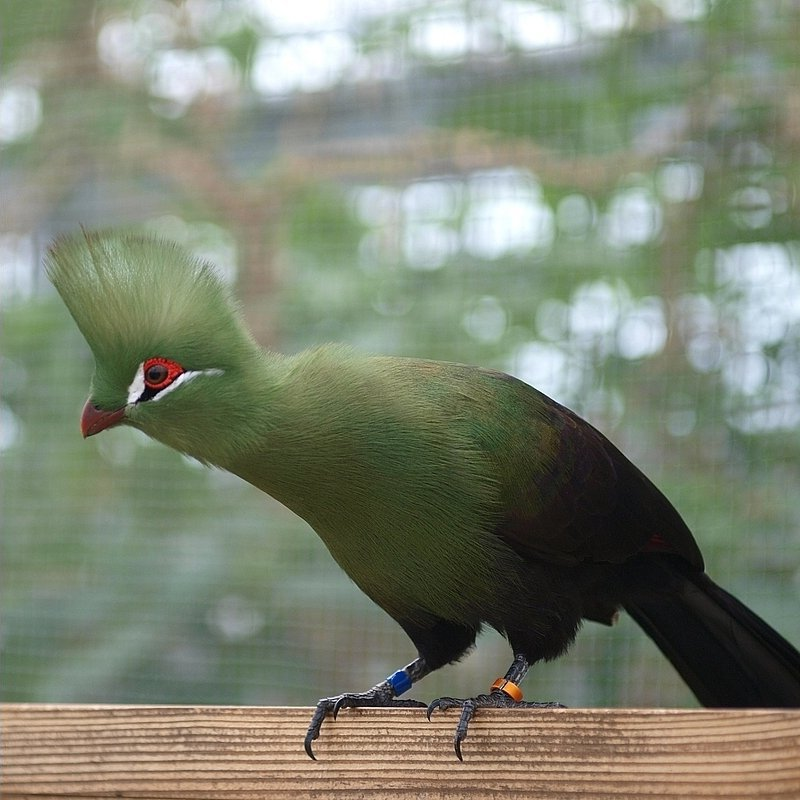
turako chocholatý (Tauraco persa)

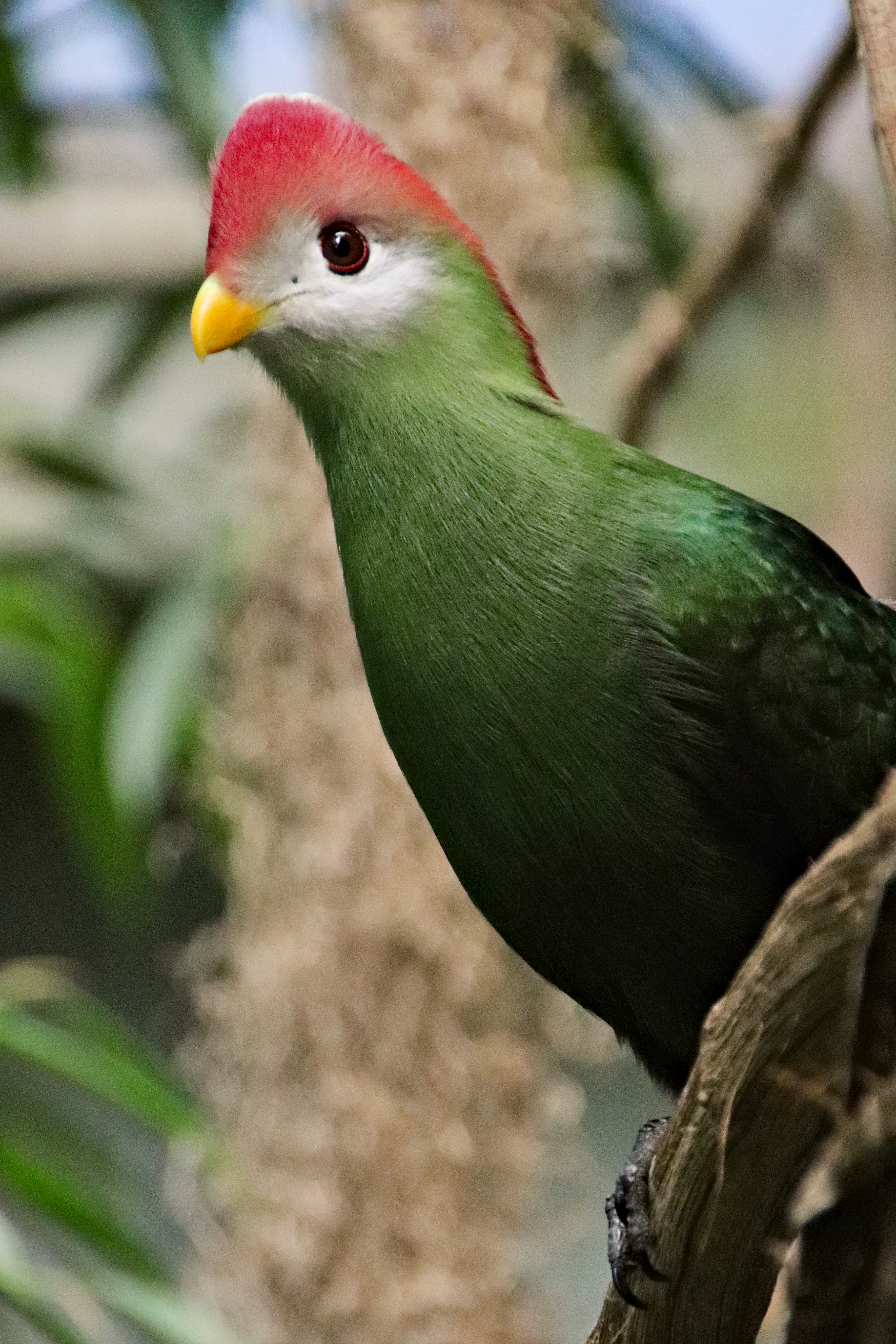
turako červenokorunkatý (Tauraco erythrolophus)

## Fylogeneze
Turakové byli ještě na konci 20. století řazeni do podřádu (nebo čeledi) řádu kukaček (Cuculiformes). Moderní taxonomie je v zásadě považuje za řád, nicméně o příbuzenských vztazích se stále vedou diskuse navzdory pečlivým DNA analýzám. Z jedné takové studie vzešlo, že turakové jsou příbuzní kukačkám, papouškům (Psittaciformes) a hoacinům (Opisthocomiformes). Z genetické studie z roku 1999 vzešli hoacinové jako sesterská skupina turaků, podle jiných studií jsou nejbližšími příbuznými turaků dropi (Otidiformes). Komplexní studie publikovaná v časopise Nature v roce 2024 identifikovala turaky coby sesterský taxon kladu kukaček a dropů.
Existují tři vyhraněné linie turaků, které odpovídají tradičně rozlišovaným podčeledím. Šedě zbarvení sparáci a červeno-zeleně zbarvení turakové tvoří dvě vývojově samostatné skupiny. Bazálním druhem šedých sparáků je sparák bělobřichý (Corythaixoides leucogaster). Banánovci (Musophaga) se nacházejí uvnitř kladu turaků a podle všeho se jedná o vysoce specializovanou skupinu „typických“ turaků.

## Taxonomie
Turakové zahrnují následujících 23 druhů.
- podčeleď Corythaeolinae
  - rod Corythaeola
    - C. cristata, turako velký
- podčeleď Musophaginae
  - rod Tauraco
    - T. bannermani, turako Bannermanův
    - T. corythaix, turako přílbový
    - T. erythrolophus, turako červenokorunkatý
    - T. fischeri, turako Fischerův
    - T. hartlaubi, turako Hartlaubův
    - T. leucolophus, turako bělokorunkatý
    - T. leucotis, turako bělolící
    - T. livingstonii, turako Livingstonův
    - T. macrorhynchus, turako žlutozobý
    - T. persa, turako chocholatý
    - T. porphyreolophus, turako lesklohlavý
    - T. ruspolii, turako světlehlavý
    - T. schalowi, turako Schalowův
    - T. schuetti, turako černozobý

  - rod Ruwenzorornis
    - R. johnstoni, turako horský

  - rod Musophaga
    - M. violacea, banánovec obecný
    - M. rossae, banánovec chocholatý
- podčeleď Criniferinae
  - rod Corythaixoides
    - C. concolor, sparák šedý
    - C. leucogaster, sparák bělobřichý
    - C. personata, sparák naholící

  - rod Crinifer
    - C. piscator, sparák hnědý
    - C. zonurus, sparák žíhaný

## Chov
V zajetí byl turako poprvé úspěšně odchován v roce 1915 ve Francii (T. persa bufoni), poté v roce 1929 v USA v Kalifornii (T. leucotis donaldsoni). Turakové jsou citliví na obsah železa v potravě – ohrožuje je nadměrné ukládání železa v tkáních (hemochromatóza). Pohlaví ptáků se zjišťuje testem DNA, případně endoskopií.
V ČR se turakové chovají v zoologických zahradách i v soukromých chovech. K nejběžněji chovanému druhu rodu turako patří turako chocholatý, méně se v chovech vyskytuje turako červenokorunkatý, turako Livingstonův aj., poměrně nově (2010) turako Schalowův. Asi nejvhodnějším druhem pro začínající chovatele je turako bělolící.